# ダルティ報告
『ダルティ報告』（-ほうこく、仏語 Le rapport Darty）は、1989年に製作された、ジャン＝リュック・ゴダールとアンヌ＝マリー・ミエヴィルの共同監督によるフランスのドキュメンタリー映画である。

## 概要
ホーム・アプライアンス、つまり家電のチェーン店であるダルティが、2000歳のロボット・ナタナエル（声 ジャン＝リュック・ゴダール）とマドモアゼル・クリオという女の子に、経済についての報告を依頼した、という設定のドキュメンタリー映画である。撮影は、エルヴェ・デュアメルがビデオで行なった。
ダルティはわたしに、同社の店舗についてのアンケートを依頼した。シャーロック・ホームズであるわたしに会いにきた。
そしてわたしに言った。
「ムッシュ・ホームズ、人は自分がだれであるとは自分では言いません。人は、自分がどこにいるのかを知りたがっていたのです、ムッシュ・ホームズ」

そこでわたしは、わたしのルーペとテレスコープを手にしたのだ。
«Darty m'a commandé une enquête sur ses magasins. Il est venu me voir, moi Sherlock Holmes.
Il m'a dit : "M. Holmes, on ne sait pas qui on est. On aimerait savoir où qu'on est, M. Holmes."
Alors je vais prendre ma loupe et mon télescope.»—JLG、Jean-Luc Godard: Documents, éditeur : Centre Georges Pompidou, Paris, 2006

## スタッフ・キャスト
- 監督・脚本・編集 : ジャン＝リュック・ゴダール、アンヌ＝マリー・ミエヴィル
- 声の出演 : ジャン＝リュック・ゴダール（2000歳のロボット・ナタナエル）、アンヌ＝マリー・ミエヴィル（マドモアゼル・クリオ）
- 撮影 : エルヴェ・デュアメル
- 録音 : ピエール＝アラン・ベス、フランソワ・ミュジー
- 製作 : ゴーモン、JLGフィルム

## 関連事項
- ジャン＝リュック・ゴダール監督作品一覧
- ダルティ （en:Darty、fr:Darty）

## 註
1. 1 2  Jean-Luc Godard: Documents, éditeur : Centre Georges Pompidou, Paris, 2006, p.433.
2. 1 2  #外部リンク欄、ポンピドゥー・センターサイト内の本作へのリンク先の記述を参照。二重リンクを省く。